# Petr Rafaj
Petr Rafaj (* 23. června 1961 Valašské Meziříčí) je český politik, v letech 2002 až 2009 poslanec Poslanecké sněmovny PČR, v letech 2009 až 2020 předseda Úřadu pro ochranu hospodářské soutěže.

## Biografie
Je absolventem Hornicko-geologické fakulty na Vysoké škole báňské v Ostravě. v 90. letech působil v soukromém sektoru.
V komunálních volbách roku 1998, komunálních volbách roku 2002 a komunálních volbách roku 2006 byl zvolen za ČSSD do zastupitelstva města Frýdek-Místek. Profesně se uvádí k roku 1998 jako ekonom. V roce 1998 se stal místostarostou Frýdku-Místku.
Ve volbách v roce 2002 byl zvolen do poslanecké sněmovny za ČSSD (volební obvod Moravskoslezský kraj). Byl členem sněmovního rozpočtového výboru a v letech 2002-2005 i členem zemědělského výboru. Poslanecký mandát obhájil ve volbách v roce 2006. Byl členem rozpočtového výboru a hospodářského výboru. Působil i jako místopředseda poslaneckého klubu sociálních demokratů. Ve sněmovně setrval do července 2009, kdy rezignoval na mandát. Byl předkladatelem zákona o zneužití významné tržní síly.
Od 9. července 2009 byl předsedou Úřadu pro ochranu hospodářské soutěže, do funkce jej jmenoval prezident Václav Klaus. V souvislosti s nástupem na ÚOHS rezignoval v srpnu 2009 na post zastupitele a radního města Frýdku-Místku. V dubnu 2015 získal podporu premiéra Bohuslava Sobotky, aby byl jmenován předsedou ÚOHS i pro období let 2015 až 2021. Dne 25. května 2015 jeho nominaci na funkci schválila většinou jednoho hlasu vláda ČR a 10. června 2015 jej pro druhé funkční období jmenoval prezident Miloš Zeman.
Petr Rafaj je ženatý a má dvě dcery.
V říjnu 2020 předal na zámku v Lánech prezidentovi ČR Miloši Zemanovi svou rezignaci na post předsedy Úřadu pro ochranu hospodářské soutěže, a to k 1. prosinci 2020. Stalo se tak po sérii závažných korupčních podezření.
Dne 2. prosince 2020 Petra Rafaje nahradil Petr Mlsna, který po svém jmenování urychlil předávání spisů uvnitř úřadu a nově jmenoval členy rozkladových komisí. „Nový předseda však sám o sobě není zárukou nezávislého fungování úřadu,“ uvedl právník Rekonstrukce státu, Věnek Bonuš. První místopředseda Hynek Brom, který vedl Sekci hospodářské soutěže, na úřadu skončil na vlastní žádost k 31. březnu 2021. Místopředsedkyně Eva Kubišová, která řídila Sekci veřejných zakázek, skončila čtvrt roku po Petru Rafajovi po vzájemné dohodě. Jediným ze tří místopředsedů, který místopředsedou zůstal i nadále je Petr Solský, pověřený řízením Sekce legislativy a veřejné regulace (ve funkci od 5. dubna 2016). Policie prověřuje například napojení Petra Rafaje na podnikatele a ex-politika Jiří Švachulu (ANO) obžalovaného z manipulace zakázek, ale také na Jaroslava Faltýnka (ANO) v souvislosti s manipulacemi tendru na mýto za miliardy Kč.